# Eciton lucanoides
Eciton lucanoides is een mierensoort uit de onderfamilie van de Ecitoninae. De wetenschappelijke naam van de soort is voor het eerst geldig gepubliceerd in 1894 door Emery.